# Metropolitanato de Calcedonia

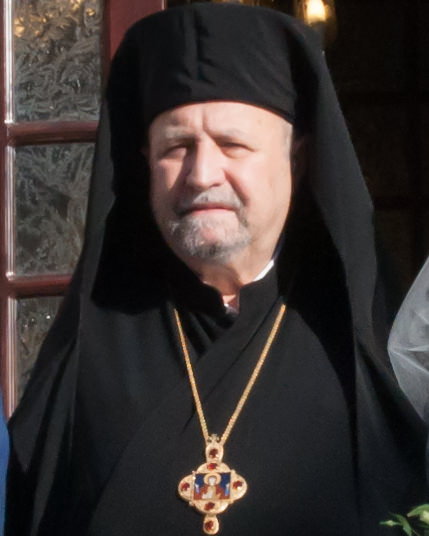
El metropolitano de Calcedonia, Atanasio Papas.

Mapa de las sedes metropolitanas del patriarcado de Constantinopla en Anatolia circa 1880.

El metropolitanato de Calcedonia (en griego: Ἱερὰ Μητρόπολις Χαλκηδόνος) es una diócesis de la Iglesia ortodoxa perteneciente al patriarcado de Constantinopla, con sede en Kadıköy (la antigua Calcedonia) en Turquía. Su titular lleva el título de metropolitano de Calcedonia, el más honorable ('hipertimos') y exarca de toda Bitinia (en griego: Ο Χαλκηδόνος, υπέρτιμος και έξαρχος όλων των Βιθυνίων). Es una antigua sede metropolitana de la provincia romana de Bitinia en la diócesis civil del Ponto y en el patriarcado de Constantinopla. 
Constituye uno de los diez distritos eclesiásticos activos del patriarcado en territorio turco, junto con la arquidiócesis de Constantinopla y los metropolitanatos de Adrianópolis, Ancyra, Derkos, Esmirna, Imbros y Ténedos, Islas de los Príncipes, Pisidia y Prusa.

## Territorio
No hay información exacta sobre el alcance de su antigua jurisdicción eclesiástica, pero probablemente coincidió con la ciudad de Calcedonia, además de una serie de asentamientos en la costa asiática del Bósforo. A principios del período otomano el área del metropolitanato se expandió hacia el este para incluir Heraclea Póntica (la actual Eregli) y Amastris (la actual Amasra), mientras que también incluía las islas de los Príncipes. Desde finales del siglo XIX se expandió aún más y cubrió una franja extensa y estrecha en la costa del mar Negro, que se extiende desde Rysion (la actual Darıca) en el mar de Mármara hasta Zonguldak.
Hoy el territorio del metropolitanato se encuentra en las provincias de Estambul, Kocaeli, Sakarya, Düzce, Zonguldak y Bolu. El área del metropolitanato limita al norte con el mar Negro; al este con el metropolitanato de Neocesarea (sección Gangra); al sur con el mar de Mármara y con los metropolitanatos de Nicomedia y de Ancyra; y al oeste con el mar de Mármara y el estrecho del Bósforo.
Hasta 1922-1923, el metropolitanato estaba compuesto por 38 comunidades ortodoxas griegas, la mayoría de ellas en la península de Kocaeli. A partir de 1923 la población ortodoxa griega fue testigo de una disminución dramática, como parte del intercambio de población entre Grecia y Turquía, mientras que a lo largo del siglo XX su número continuó disminuyendo, especialmente después de 1964. Hoy solo quedan unos pocos cristianos en la diócesis de Calcedonia. Las islas de los Príncipes formaron su propio metropolitanato desde 1924. 
El metropolitanato tiene actualmente 12 iglesias activas en el área de Estambul:
- Iglesia metropolitana de Santa Eufemia, en Kadıköy.
- Catedral de la Santísima Trinidad, en Kadıköy.
- Iglesia de San Juan Crisóstomo, en Kalamış.
- Iglesia de San Jorge, en Yeldeğirmen.
- Cementerio de San Ignacio, en Hasanpaşa.
- Iglesia del Profeta Elías, en Yenimahalle.
- Iglesia de San Pantaleón, en Kuzguncuk.
- Iglesia de San Jorge, en Kuzguncuk.
- Iglesia de San Jorge, en Çengelköy.
- Iglesia de la Santa Transfiguración, en Kandilli.
- Iglesia de los Santos Constantino y Elena, en Paşabahçe.
- Iglesia de Santa Parasceva, en Beykoz.

Existen además 6 santuarios en el área de Estambul:
- Santo santuario de Santa Catalina, en Moda.
- Santo santuario de San Juan, en Kuzguncuk.
- Santo santuario de San Pantaleón, en Kuzguncuk.
- Santo santuario de San Pantaleón, en Çengelköy.
- Santo santuario de la Madre de Dios, en Göksuyu.
- Santo santuario de Santa Ciriaca, en Paşabahçe.

## Historia
Calcedonia tuvo una comunidad cristiana desde el comienzo del cristianismo, que comenzó a extenderse en la región en el siglo II. Según la tradición, fueron los santos Crescente y Tíquico, discípulos de Pablo de Tarso, quienes primero proclamaron el evangelio en la ciudad y fueron nombrados obispos. Crescente es mencionado en la Segunda epístola a Timoteo (4.10), enviado por Pablo a Galacia. Tíquico acompañó al apóstol en su viaje de Macedonia a Jerusalén (Hechos 20.4), y fue enviado a Creta (Tt. 3.12) y luego nuevamente a Éfeso (2 Tm 4:12).
Como en todas partes del Imperio romano, incluso en Calcedonia, la comunidad cristiana fue golpeada por la persecución. La antigua martirología romana recuerda a varios mártires de Calcedonia: Solocone y sus compañeros el 17 de mayo; Manuel, Sabele e Ismael el 17 de junio; Sostene y Víctor el 10 de septiembre; Eufemia el 16 de septiembre; los santos 49 mártires el 24 de septiembre. El obispos Adriano fue martirizado en 306.
En el Praedestinatus, una obra anónima atribuida a Arnobio el Joven, se hace mención del obispo Teocrito, quien, junto con Evandro de Nicomedia, fue uno de los principales opositores de la secta gnóstica ofita. Este obispo, según Pargoire, habría vivido entre los siglos II y III y sería el primer obispo conocido de Calcedonia. El primer obispo documentado históricamente es Maris, quien participó en el primer concilio ecuménico celebrado en Nicea en 325. Este obispo es mencionado en fuentes antiguas hasta 362.
El Concilio de Nicea I en 325 aprobó la ya existente organización eclesiástica según la cual el obispo de la capital de una provincia romana (el obispo metropolitano) tenía cierta autoridad sobre los otros obispos de la provincia (sufragáneos), utilizando por primera vez en sus cánones 4 y 6 el nombre metropolitano. Quedó así reconocido el metropolitanato de Nicomedia en la provincia romana de Bitinia. La diócesis de Calcedonia era una de las sedes sufragáneas de Nicomedia dentro del exarcado del Ponto encabezado por el metropolitanato de Cesarea. El canon 28 del Concilio de Calcedonia en 451 pasó al patriarca de Constantinopla las prerrogativas del exarca del Ponto, por lo que Calcedonia pasó a ser parte del patriarcado.
La diócesis de Calcedonia fue elevada a sede metropolitana sin sufragáneas, una institución que era anómala en ese momento. No es posible saber exactamente cuándo sucedió esto, ciertamente después del concilio ecuménico celebrado en Calcedonia en 451, donde, sin embargo, la cuestión nunca fue abordada. El título está atestiguado por primera vez en la carta que los obispos de Bitinia enviaron en 458 al emperador León I después de la muerte del patriarca Proterio de Alejandría: entre las suscripciones se encuentra la del metropolitano Eleuterio de Calcedonia. El Concilio de Calcedonia reconoció —sin aprobación papal— a la sede de Constantinopla el mismo primado de honor que a la sede de Roma, aunque al obispo romano se le reconocía autoridad moral sobre el resto de los patriarcados, quedando establecida la pentarquía. El exarcado del Ponto quedó bajo la jurisdicción del obispo de Constantinopla.  
En la Notitia Episcopatuum más antigua del patriarcado de Constantinopla, generalmente atribuida al pseudo-Epifanio y fechada a mediados del siglo VII, Calcedonia ocupa el noveno lugar entre las sedes metropolitanas del patriarcado, un rango que siempre ha mantenido en la jerarquía ortodoxa.
Las fuentes literarias y arqueológicas han devuelto los nombres de algunas de las principales iglesias de la ciudad, que han desaparecido. La más importante fue la basílica de Santa Eufemia, conocida ya a fines del siglo IV en los relatos de la peregrina Egeria, donde probablemente se celebró el cuarto concilio ecuménico en 451. Luego estaba la basílica de Santa Bassa, mártir de Cízico bajo el emperador Maximino, quien en 464 fue servida por Pedro de Antioquía. Otra iglesia, dedicada a san Cristóforo, se conoce gracias a una inscripción descubierta en 1877, en la que se informa que la iglesia se inició en 450 y se consagró en 452. Finalmente, la iglesia de San Jorge, fue construida en la primera mitad del siglo VII.
El territorio de Calcedonia fue durante siglos una tierra rica en monasterios y vocaciones monásticas. En el concilio de 536, había al menos cuarenta monasterios que dependían de la autoridad del metropolitano Fotino; los más importantes fueron los de San Ipacio y San Ausencio. Hoy ya no hay ninguno y solo doce han devuelto hallazgos arqueológicos. Varios metropolitanos y obispos de Calcedonia participaron en la disputa por la iconoclasia bizantina durante los siglos VIII y IX. Algunos de ellos fueron martirizados y son venerados por la Iglesia ortodoxa, como los metropolitanos Nicetas, Kosmas y Juan. 
Calcedonia fue atacada por los árabes el 21 de marzo de 561 y nuevamente en 667, aunque no se quedaron. En 781 fue ocupada brevemente por el Califato abasí. En 1054 se produjo el cisma de Oriente, quedando la sede de Calcedonia dentro de la Iglesia ortodoxa. Los selyúcidas del Sultanato de Rum tomaron Calcedonia en 1080, pero después de un tiempo pasó a manos de los bizantinos una vez más.
La ciudad fue ocupada y destruida en 1204 por los ejércitos cruzados del Imperio latino de Constantinopla, que interrumpieron la serie episcopal de prelados ortodoxos para establecer obispos y arzobispos del rito latino, sujetos al patriarcado latino de Constantinopla. Sin embargo, los arzobispos latinos de Calcedonia no se conocen. El 8 de abril de 1225 el papa Honorio III decidió la unión de la sede de Calcedonia con el patriarcado latino de Constantinopla. En 1261 Calcedonia fue recuperada por los bizantinos del Imperio de Nicea, restableciéndose la serie de obispos ortodoxos. Heraclea Póntica en el sector oriental del metropolitanato, fue recuperada por los griegos del Imperio de Trebisonda en 1205 y pasó al Imperio de Nicea en 1214. Fue vendida a la República de Génova en 1360.
En 1353 Calcedonia fue ocupada por el Imperio otomano, quienes renombraron la ciudad a Kadıköy y pusieron en crisis la organización eclesiástica de la sede metropolitana, que permaneció vacante durante varias décadas. En el mismo período, surgió una controversia con el patriarcado sobre la jurisdicción sobre algunas propiedades del metropolitanato en la ciudad de Constantinopla, lo que llevó al patriarca Nilo Kerameus a suprimir la sede y unirla con Cízico (1387). Sin embargo, esta situación fue breve u ocasional, porque se conocen otros metropolitanos, como Mateo y Gabriel I (1389).
La sede de Calcedonia fue reorganizada durante el siglo XV al mismo tiempo que la caída de Constantinopla en manos otomanas en 1453, mientras que Heraclea Póntica fue ocupada en 1454. Debido a la disminución progresiva en el número de cristianos, los territorios de las diócesis vecinas se fusionaron con la arquidiócesis, especialmente las del este a lo largo de las costas del mar Negro hacia el Ponto, en áreas que alguna vez fueron ocupadas por las sedes de Claudiopolis (Claudioupolis-Onoriada fue abolida circa 1453) y Heraclea, y hacia el oeste, con la anexión de la diócesis de las islas de los Príncipes. Calcedonia, sin embargo, mantuvo una fuerte presencia cristiana.
Hacia mediados del siglo XVI, la sede metropolitana se trasladó a Kuzguncuk, en donde permaneció hasta 1855. Esto contribuyó a la fundación de varios monasterios alrededor de Kuzguncuk, incluido el de San Pantalemone. En el siglo XVIII el papel y el prestigio del metropolitano de Calcedonia aumentó con el decreto otomano de 1757 que estableció el grupo restringido de los cinco metropolitanos, de los cuales formaban parte, además del de Calcedonia, los metropolitanos de Heraclea, Cízico, Nicea y Nicomedia. Estos estaban obligados a participar en las sesiones del Santo Sínodo, por lo tanto, generalmente residían en la capital. También tenían acceso directo al sultán, con la obligación de comunicar la elección del nuevo patriarca o de proponer su destitución.
Durante el siglo XIX hubo un aumento considerable de la presencia ortodoxa cristiana en la arquidiócesis y especialmente en Kadıköy. El metropolitano Gerasimo Tzermias trasladó su sede a Kadıköy en 1855, donde se construyó una nueva catedral, inaugurada en 1902. A principios del siglo XX, Kadıköy tenía alrededor de 30 000 habitantes, de los cuales 15 000 eran cristianos ortodoxos, 5000 armenios y 2000 católicos. Según algunos datos estadísticos, no siempre exactos y verificables, al estallar la Primera Guerra Mundial la arquidiócesis incluyó alrededor de 150 000 fieles, lo que la colocó en el cuarto lugar como una población cristiana ortodoxa, después de Éfeso, Esmirna y Amasya. Otras estadísticas dan un poco más de 61 000 fieles.
Durante la Primera Guerra Mundial en noviembre de 1918 el área fue ocupada por las fuerzas aliadas, pero Kadıköy fue recuperada por los turcos el 5 de octubre de 1923. Tras el Tratado de Lausana, para poner fin a la guerra greco-turca en 1923 se llevó a cabo un intercambio de poblaciones entre Grecia y Turquía que condujo a una reducción drástica de la presencia cristiana en los suburbios asiáticos de Constantinopla. La sede de Calcedonia perdió a la mayoría de sus fieles, que se hizo aún más pronunciada después de 1964. En 1924 también cedió el territorio de las islas de los Príncipes para la reconstitución de ese metropolitanato ortodoxo.
Durante el pogromo de Estambul contra la población griega en 1955, once iglesias bajo la jurisdicción de la metrópolis de Calcedonia fueron destruidas, mientras que los tres edificios restantes se salvaron. Además, la turba fanática atacó la mansión metropolitana y humilló al obispo metropolitano Tomás, arrastrándolo por las calles medio desnudo durante horas. El posterior declive del elemento griego de Constantinopla, especialmente a partir de 1964, ha dejado el área metropolitana de Calcedonia con una pequeña comunidad ortodoxa.

## Situación actual
La sede de los metropolitanos de Calcedonia se encuentra en Kadıköy, en donde se halla la catedral de Santa Eufemia. El actual metropolitano es Atanasio Papas, nombrado el 21 de marzo de 2008. Es miembro por derecho del sínodo patriarcal.
La arquidiócesis fue la única circunscripción del patriarcado de Constantinopla en todo el territorio de la Turquía asiática hasta el restablecimiento del metropolitanato de Esmirna en 2016.
Entre los principales centros que forman parte de la arquidiócesis se encuentran: Üsküdar (Chrysoupolis), Beykoz (Nymphaion), Kartal (Chartalimi), Pendik (Pantichion), Darıca (Daritsa), Gebze (Dakivyza), Şile (Chili), Kandıra (Kalpi), Konuralp (Prousias), Akçakoca (Dia), Zonguldak (Sandaraki), Bolu (Klaudioupolis).

## Cronología de los obispos y metropolitanos

### Período romano y bizantino
- Teócrito † (entre los siglos II y III)
- San Adriano † (entre los II y IV)
- Maris † (antes de 325-después de 362)
- Teodolo † (mencionado en 381)
- Cirino † (antes de 403-antes de junio de 405 falleció)
- Filoteo † (mencionado en junio de 405)
- Eulalio † (antes de 430-después de mayo de 450 falleció)
- Eleuterio † (antes de octubre de 451-después de 459)
- Heraclio † (antes de 500-antes de julio de 518 falleció)
- Marciano † (antes de julio de 518-después de 520)
- Sergio † (siglo VI)[21]
- Fotino † (mencionado en 536)
- Constantino † (mencionado en 553)
- Pedro † (finales del siglo VI-principios del siglo VII)
- Probo † (principios del siglo VII)
- Juan I † (antes de 680-después de 692)[22]
- San Niceta † (mitad del siglo VIII)
- Estauracio † (mencionado en 787)
- Andrés † (circa 792/796)[23]
- Damián † (circa siglo VIII/siglo IX)[24]
- San Cosme † (circa 815-circa 816 falleció)[25]
- San Juan II de Camuliana † (antes de 820 circa-824 falleció)
- Teodosio † (mencionado en 838/839)[26]
- Basilio † (?-858 depuesto)
- Zaccaria I † (858-870 depuesto)
- Basilio † (870-877 falleció) (por segunda vez)
- Zacarías I † (877-879 falleció) (por segunda vez)
  - Nicone † (877) (obispo electo)
- Esteban † (fines del siglo IX)
- Miguel I † (primera mitad del siglo X)[27]
- Juan III † (siglo X)
- Daniel † (mencionado en 997)
- Domecio † (siglo XI)[28]
- Teodoro † (antes de 1023-después de 1027)[29]
- Niceta † (en la época de Miguel I Cerulario)
- León † (antes de 1081-1086 depuesto)[30]
- Miguel II † (circa 1086-1090)
- León † (1090-?) (por segunda vez)
- Giovanni IV † (mencionado en 1147)
- Costanzo I † (mencionado en 1155)
- Constantino † (mencionado en 1171)
- Juan V † (mencionado en 1191 y en 1192)
- Nicolás † (mencionado en 1275 y en 1278)
- Simeón † (mencionado en 1303)
- Teodolo † (mencionado en 1315)
- Santiago † (antes de 1351-después de 1370)
- Mateo †
- Gabriel I † (abril de 1389-?)

### Periodo otomano y turco
- José I † (mencionado en 1477)
- Gabriel II † (mencionado en 1499)
- Eutimo I † (antes de 1546-después de 1565)
- Sisinnio † (mencionado en 1580)
- Doroteo † (mencionado en 1585)
- Timoteo † (antes de 1593-1620 renunció)
  - Jeremías I † (mencionado en 1617)
- José II † (mencionado en abril de 1620)
- Josafat † (antes de mayo de 1623-marzo de 1626)
- Gregorio I † (marzo de 1626-?)
- José III † (mencionado en noviembre de 1629)
- Isaac † (?-1630 depuesto)
- Nectario † (10 de junio de 1630-antes de febrero de 1637 falleció)
- Pacomio † (febrero de 1637-antes de junio de 1638 renunció)
- Dionisio † (mencionado en junio de 1638)
- Pacomio † (documentado desde 1639 al 1647) (por segunda vez)
- Gabriel III † (1647-1670)
- Eutimo II † (1670-abril de 1671 renunció)
- Jeremías II † (1671-1685)
- Gabriel IV † (1686-1687 renunció)
- Clemente † (1687-1689)
- Gabriel IV † (1688-agosto de 1702 elegido patriarca de Constantinopla) (por segunda vez)
- Constanzo II † (1702-1720)
- Partenio I † (1720-1726)
- Nicodemo † (1726-1731)
- Calinico I † (1731-1746)
- Gabriel V † (abril de 1746-septiembre de 1747 depuesto)
- Gioannizzo I † (septiembre de 1747-marzo de 1761)
- Gioannizzo II † (marzo de 1761-enero de 1770)
- Partenio II † (enero de 1770-mayo de 1777)
- Partenio III † (mayo de 1777-noviembre de 1790)
- Jeremías Mavrokordatos † (noviembre de 1790-noviembre de 1810 falleció)
- Gerásimo † (noviembre de 1810-febrero de 1820 falleció)
- Gregorio II † (febrero de 1820-verano de 1821 falleció)
- Antimo † (20 de octubre de 1821-28 de julio de 1822 elegido patriarca de Constantinopla)
- Calinico II † (julio de 1822-agosto de 1825 falleció)
- Agatángelo † (agosto de 1825-26 de septiembre de 1826 elegido patriarca de Constantinopla)
- Zacarías II † (septiembre de 1826-mayo de 1834 falleció)
- Geroteo † (mayo de 1834-marzo de 1853 falleció)
- Gerásimo Tzermias † (15 de marzo de 1853-24 de febrero de 1875 falleció)
- Calinico Thomaidis † (4 de marzo de 1875-14 de diciembre de 1889 falleció)
- Joaquín Efthyvoulis † (17 de diciembre de 1889-10 de mayo de 1897 elegido metropolitano de Éfeso)
- Germán Kavvakopoulos † (10 de mayo de 1897-28 de enero de 1913 elegido patriarca de Constantinopla)
- Gregorio Zervoudakis † (12 de febrero de 1913-6 de diciembre de 1923 elegido patriarca de Constantinopla)
- Joaquín Georgiadis † (20 de diciembre de 1923-5 de febrero de 1927 falleció)
- Nicolás Sakkopoulos † (22 de febrero de 1927-17 de marzo de 1927 falleció)
- Agatángelo Konstantinidis-Magnis † (2 de abril de 1927-28 de junio de 1932 elegido metropolitano de Éfeso)
- Máximo V Vaportzis † (28 de junio de 1932-20 de febrero de 1946 elegido patriarca de Constantinopla)
- Tomás Savvopoulos † (12 de marzo de 1946-18 de octubre de 1966 falleció)
- Melitón Chatzis † (25 de octubre de 1966-27 de diciembre de 1989 falleció)
- Bartolomé Archontonis (9 de enero de 1990-22 de octubre de 1991 elegido patriarca de Constantinopla)
- Joaquín Nerantzoulis (10 de diciembre de 1991-21 de marzo de 2008 elegido metropolitano titular de Nicomedia)
- Atanasio Papas (21 de marzo de 2008-16 de febrero de 2021)
- Emmanuel Adamakis desde el 16 de febrero de 2021

## BibliografÍa
- (en latín) Michel Lequien, Oriens christianus in quatuor Patriarchatus digestus, París 1740, Tomo I, coll. 599-612
- (en latín) Pius Bonifacius Gams, Series episcoporum Ecclesiae Catholicae, Leipzig 1931, p. 443
- Gaetano Moroni, v. Calcedonia, Dizionario di erudizione storico-ecclesiastica, vol. 6, Venecia 1840, pp. 234–239
- (en francés) Jules Pargoire, Les premiers évêques de Chalcédoine, en Échos d'Orient, tomo III (1899), pp. 85-91 y 204-209; tomo IV (1900), pp. 21-30 y 104-113
- (en francés) Siméon Vailhé, Les métropolitains de Chalcédoine V-X siècles, en Echos d'Orient, Tomo XI, 1908, pp. 347–351
- (en francés) Raymond Janin, v. Chalcédoine, en Dictionnaire d'Histoire et de Géographie ecclésiastiques, vol. XII, París 1953, coll. 270-277
- (en francés) Jean Darrouzès, Notitiae episcopatuum Ecclesiae Constantinopolitanae. Texte critique, introduction et notes, París 1981
- (en inglés) Demetrius Kiminas, The ecumenical patriarchate. A history of its metropolitanates with annotated hierarch catalogs, 2009, pp. 73–74